# ۱۰۱۷ (میلادی)
۱۰۱۷ (میلادی) هزار و هفدهمین سال تقویم میلادی است.

## درگذشتگان
‎